# Rubino Profeta
Rubino Profeta (Napoli, 13 giugno 1910 – Napoli, 3 gennaio 1985) è stato un compositore italiano.

## Biografia
Rubino Profeta è nato a Napoli il 13 giugno 1910 dove aveva studiato al Conservatorio di San Pietro a Majella, allievo di Camillo De Nardis e Gennaro Napoli.
La sua notorietà è soprattutto legata all'attività di compositore: nel suo catalogo figurano due opere liriche, tra cui il «Lorenzino de' Medici», rappresentata al Teatro San Carlo nel 1950, due balletti, tra cui «La nascita della primavera», rappresentato a Bergamo nel 1959, un oratorio scenico, «La crocifissione», un «Preludio epico» per orchestra, una Suite per archi, un Concerto per pianoforte e orchestra, musica sacra (una Messa, un Requiem, uno Stabat Mater), musica da camera (un quartetto, trii, pezzi per pianoforte, liriche). Il suo stile si contraddistingueva per la sua versatilità e raffinatezza e di un sapiente modernismo, ma permeati sempre da quella tradizione melodica tipica della tradizionale scuola napoletana.
Ma ancor più significativa risulta sia stata la sua attività di riscoperta di opere dell'Ottocento non più rappresentate e cadute perciò nell'oblio. Anche alla riscoperta di musica del Settecento aveva dedicato un interesse particolare. L'oratorio «Mosè in Egitto» di Giovanni Paisiello, ritrovato nella biblioteca del Conservatorio di Napoli, fu eseguito nella sua revisione e sotto la sua direzione d'orchestra, il 26 marzo 1984 a Taranto, città natale di Paisiello, .
Fu docente presso il Conservatorio di Napoli, critico musicale del «Tempo» e del «Corriere di Napoli», e per anni nel direttivo del Teatro San Carlo, della cui organizzazione era stato a lungo un pilastro, divenendone direttore artistico nel 1973.
La morte lo colse mentre s'accingeva a partire per Genova, la cui stagione lirica del Teatro Carlo Felice sarebbe stata inaugurata con una delle sue ultime revisioni: il «Diluvio Universale» di Donizetti.

## Alcune opere rappresentative

### Opere liriche
- Lorenzina de medici, (1950)
- La guardia della luna, (1967)

### Musica sinfonica
- Concerto per pianoforte e orchestra, (1955)
- Preludio epico, (1957)
- Suite per archi, (1957)

### Musica da camera
- Quartetto per archi, (1954)

### Balletto
- La nascita della principessa, (1957)
- Il brutto anatroccolo, (1960)

### Revisioni
- la «Zelmira» di Rossini
- il «Roberto Devereux» di Donizetti
- il «Belisario» di Donizetti
- la «Caterina Cornaro» di Donizetti
- la «Sancia di Castiglia» di Donizetti
- il «Diluvio universale» di Donizetti
- «Elisa e Claudio» di Mercadante
- la «Saffo» di Pacini
- lo «Stiffelio» di Verdi
- la «Zaira» di Bellini
- Il «Mosè in Egitto» di Paisiello